# Vălenii de Munte
Vălenii de Munte è una città della Romania di 13 527 abitanti, ubicata nel distretto di Prahova, nella regione storica della Muntenia.
I primi documenti che citano l'esistenza della città risalgono al 1431-1433.

## Monumenti e luoghi d'interesse
- La casa-museo di Nicolae Iorga, storico che visse a lungo nella città
- Il Museo etnografico Valea Teleajenului
- Il Museo di scienze naturali Cultura Prunului
- La Chiesa dell'Assunzione di Maria (Adormirea Maicii Domnului), costruita nel 1680
- La Chiesa di Berevoiești, costruita nel 1726
- La Chiesa di San Giovanni (Sfântul Ioan), andata completamente distrutta in un incendio del 1999; sono attualmente in corso i lavori per una sua completa ricostruzione.

## Educazione
La città ospita cinque istituti superiori: un liceo, un istituto tecnico e tre istituti professionali.
L'educazione universitaria è possibile grazie alla presenza delle sedi distaccate di due università di Bucarest: l'Università Ecologica e l'Università Titu Maiorescu.

## Amministrazione

### Gemellaggi
- Cimișlia,  Moldavia
- Eaubonne,  Francia
- Saranda,  Albania